# Златко Гал
Златко Гал (Сплит, 1. децембар 1954) је хрватски новинар, писац и музички критичар. Интензивно прати инострану и домаћу поп и рок сцену, рецензира музичка издања и пише биографије музичара. Поред хроничарског рада, бави се и теоријским освртом на музичку културу.

## Биографија
Гал је дипломирао историју уметности и археологију 1978. године на Филозофском факултету у Загребу. Током студија објављивао је текстове из области уметности, стрипа и рока у омладинској штампи. Од 1979. до 1995. радио је као новинар у Слободној Далмацији. Обрађивао је теме из области ликовне уметности, музике, друштвених појава и политичких коментара у бројним новинама. : Старт, Свијет, Студио, Вјесник, Наши дани, Полет, Џубокс, Рок, ВЕН, Интервју, Наш стрип и др. Деведесетих је био политички колумниста Вјесника и Вијенца, а био је и колумниста месечног магазина Море.
Године 2001. враћа се у редакцију Слободне Далмације, гдје је стални колумниста и коментатор. Био је и новинар Feral Tribune-а, у оквиру којег је био главни и одговорни уредник музичког месечника „Feral Music – магазин за урбану герилу”. Аутор је више каталога и уметничких изложби. Пише и бројне монографске текстове и белешке за дискографска издања. Уредник је низа дискографских пројеката које обједињују називи "Dalmatia world music" и "Прст у море". Написао неколико књига о гастрономији.
Члан је Хрватског друштва композитора, Хрватског друштва књижевника, Хрватског новинарског друштва, Хрватског ПЕН-а и међународног удружења ликовних критичара АИЦА.

## Дела
- Енциклопедијски ЦД водич - есенцијални албуми рока 1954. – 2000. - Мозаик књига, 2000.
- Појмовник популарне глазбе - Шарени дућан, 2001.
- Глазбени лексикон - Марјан тисак, 2004.
- Рок енциклопедија - ВБЗ, 2004.
- Велика светска рок енциклопедија - Слободна Далмација, 2005. друго издање Профил, 2009.
- Кушај и слушај Далмацију 1 - Профил, 2005.
- Кушај и слушај Далмацију 2 - Профил Интернатионал, 2006.
- Оливер – Јужњачка утјеха - Профил, 2006.
- Наша спиза (с групом аутора) - Издања Антибарбарус д.о.о. 2006.
- Џибони - Тајна вјештина - Профил, Загреб, 2007.
- Кушај и слушај Трогир, кухарица - Профил мултимедиа д.д. 2007.
- Како Игyју рећи Поп, а Дилану Боб огледи о поп култури - Профил, 2009.
- Дијета за бонкуловиће... и друга спиза - ВБЗ, 2009.
- Водич кроз хрватске ресторане (с Д. Бутковићем) - Профил, 2010.
- Што смо јели у истом лонцу (са Ж. Шатовићем Гулом) - ЕПХ Медиа, 2011.
- Фино и јефтино - Вечерњи едиција, 2011.
- Бродска кухарица - Љевак, 2011.
- Јесен, зима - Профил, 2012.
- Прича о сплитској гастрономији - ТЗС, 2013.
- Барелy Легал - Матошевић, 2014.
- Мајко кушај моју пјесму - Хена, 2015.
- Сплитска дица од зидића до вјечности - Кроација рекордс, 2018.

## Награде
- 1991. године Златно перо ХНД-а
- 1997. године Црни мачак, рок награда (за уређивање ФМ магазина)
- 2005. године Порин
- 2006. године Порин
- Награда Слободне Далмације за новинара године 2013